# (15245) 1989 TP16
(15245) 1989 TP16 là một tiểu hành tinh vành đai chính. Nó được phát hiện bởi Henri Debehogne ở Đài thiên văn La Silla ở Chile ngày 4 tháng 10 năm 1989.